# اچ‌ام‌اس چیچستر (اف۵۹)
اچ‌ام‌اس چیچستر (اف۵۹) (به انگلیسی: HMS Chichester (F59)) یک کشتی بود که طول آن ۳۴۰ فوت (۱۰۰ متر) بود. این کشتی در سال ۱۹۵۵ ساخته شد.